# Ehon Tōshisen gogon ritsu hairitsu

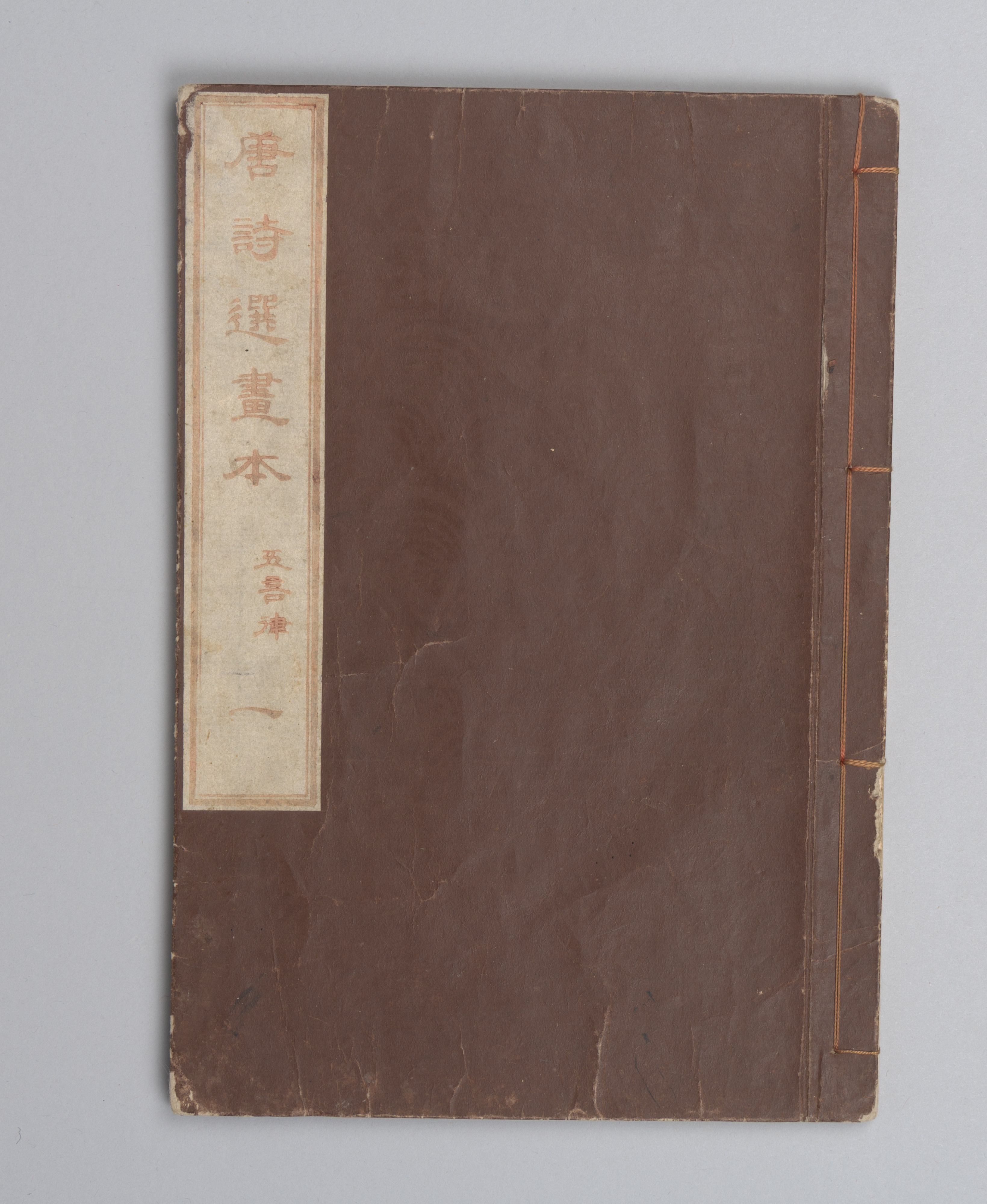
Umschlag des 1. Bandes des Ehon Tōshisen gogon ritsu hairitsu

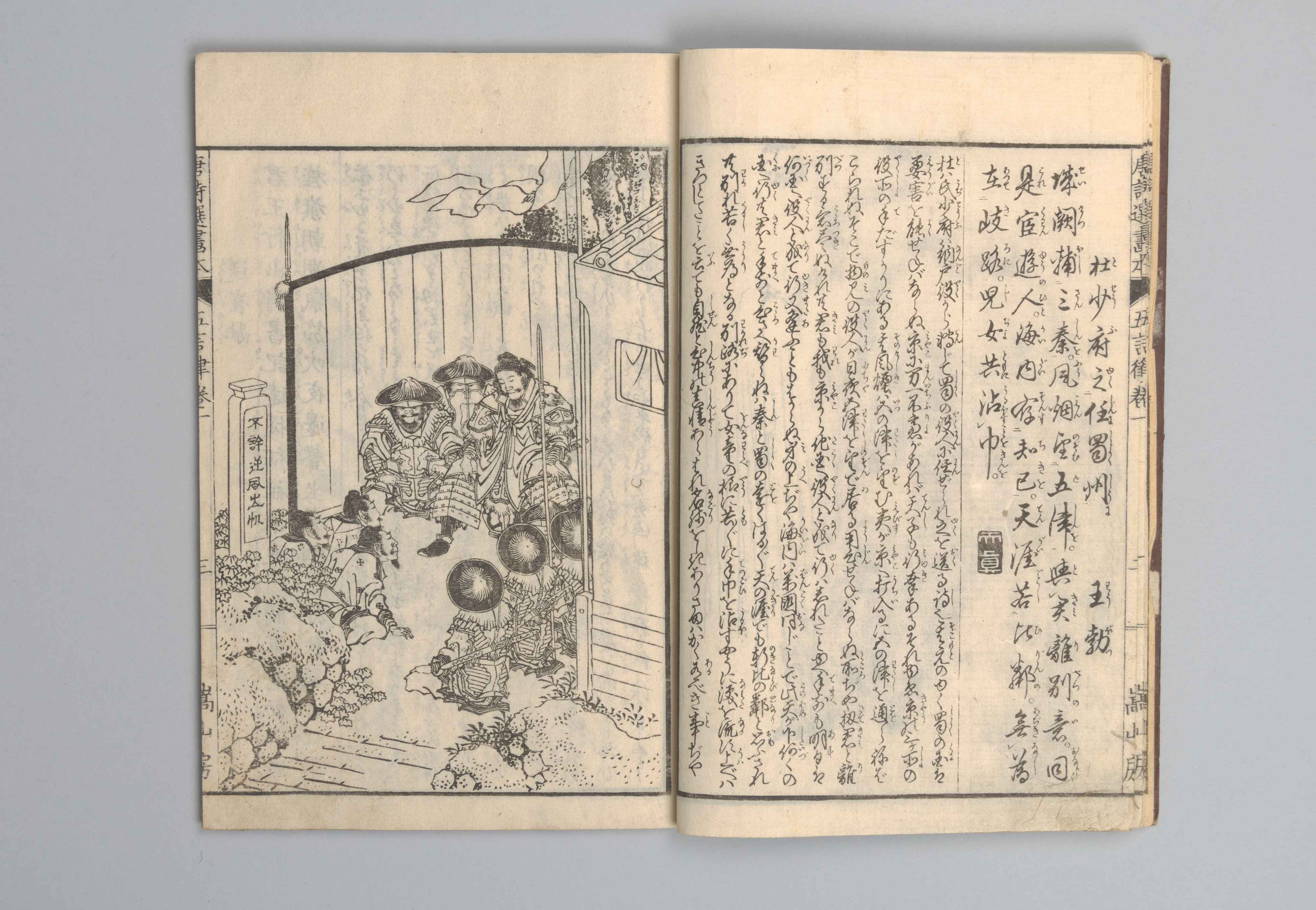
Seiten 8 und 9 aus dem ersten Band mit Text und Illustration

Ehon Tōshisen gogon ritsu hairitsu (画本唐詩選五言律排律, „Anthologie von Tang-Dynastie-Gedichten in 5-Silben-Linien“) ist der Titel einer fünfteiligen Anthologie chinesischer Gedichte (Kanshi, 漢詩), zusammengestellt von dem japanischen Dichter Takai Ranzan (高井蘭山, 1762–1839) und illustriert mit Holzschnitten des japanischen Zeichners und Malers Katsushika Hokusai.
Veröffentlicht wurde die Anthologie im Jahr Tenpō 4 (entspricht in etwa dem Jahr 1833) durch den Verleger Kobayashi Shinbei (小林新兵衛); die Druckplatten wurden von Sugita Kinsuke (杉田金助) geschnitten. Sie besteht aus vier Bänden mit 32 Seiten und einem Band mit 28 Seiten. Die Bände 1, 3 und 4 enthalten jeweils zehn Einzelseiten und zwei Doppelseiten, der Band 2 vierzehn Einzelseiten und der Band 5 sechs Doppelseiten mit Illustrationen Hokusais.
Im Impressum des 5. Bandes ist der Name Hokusais mit zen Hokusai Iitsurōjin (前北斎為一老人) angegeben, zudem enthält es eine Reverenz (Suikei sensei, 翠渓先生, dem Lehrer Suikei) an den Maler Komatsubara Suikei (小松原翠渓, 1780–1833), der in den 1810er-Jahren den vierten Teil einer insgesamt 35-bändigen Ausgabe des Tōshisen ehon illustriert hatte.